# 바람막이

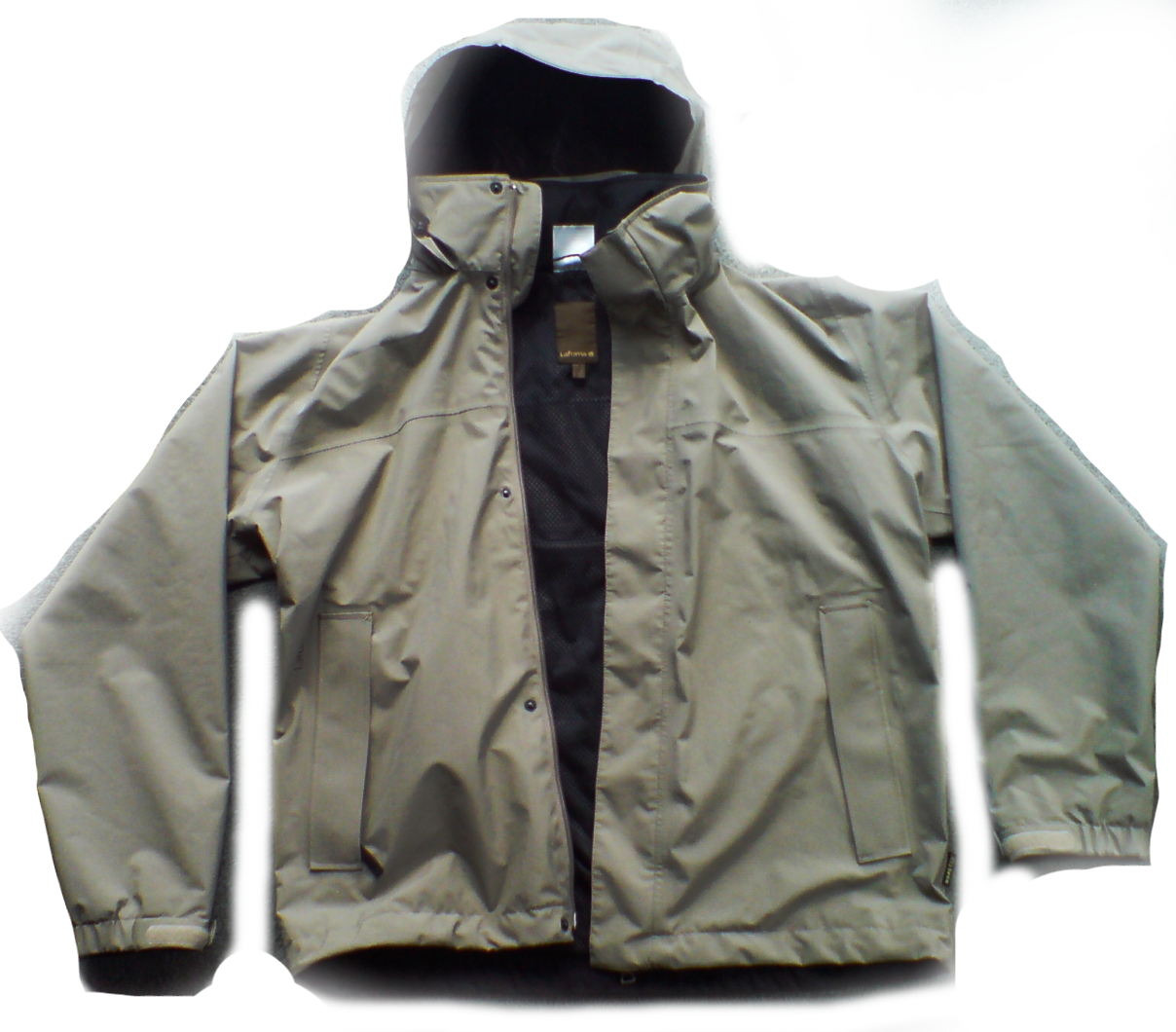
바람막이

바람막이(windbreaker 윈드브레이커[*])는 바람이나 비로 인한 체감 온도 저하를 막기 위한 가벼운 자켓이다. 일반적으로 가벼운 재질이며, 대부분 합성섬유 물질을 이용한다. 최근에는 미세먼지도 막아주는 바람막이가 등장했다.

## 설명
바람막이는 바람의 차가움과 가벼운 비를 견디도록 설계된 얇은 천 재킷으로 재킷을 더 가볍게 만든다. 일반적으로 경량 구조이며 특징적으로 합성 소재로 만들어진다. 바람막이는 종종 신축성 있는 허리 밴드 및 완장과 지퍼를 사용하여 현재 기상 조건에 맞게 조정할 수 있다.
일반 재킷, 코트 등에는 원할 때 제거할 수 있는 심지로 일종의 바람막이가 포함될 수 있다. 바람막이에는 때때로 탈부착 및 보관이 가능한 후드가 포함되어 있다. 많은 바람막이에는 위에서 언급한 것처럼 가벼운 바람이나 비와 같은 날씨로부터 소지품을 덮을 수 있는 큰 주머니가 내부 또는 외부에 포함될 수도 있다. 바람막이는 가볍거나 중간 정도의 단열 보호 기능을 제공할 수 있으며, 스웨터보다는 우수하지만 오버코트보다는 낮다.
바람막이는 바람이나 비가 예상되는 따뜻한 계절에 주로 착용하거나 추운 계절에 레이어링 전략의 일부로 착용한다. 밝은 색상의 바람막이는 주자가 날씨로부터 보호하고 안전을 위해 사용되는 반사 의류로 착용할 수도 있다. 2012년 연구에 따르면 윈드 브레이커 바지와 재킷을 추가하면 사용자가 밖에서 걷다가 예상치 못한 저온에 직면할 경우 저체온증을 지연시키는 가벼우면서도 효과적인 수단을 제공하는 것으로 나타났다.

## 같이 보기
- 비옷
- 후디
- 파카
- 폰초